# Gørding
Gørding er en stationsby i Sydvestjylland med 1.782 indbyggere  (2025), beliggende i Gørding Sogn. Byen ligger i Esbjerg Kommune og tilhører Region Syddanmark.
Ved den nordlige ende af byen finder man Gørding Kirke, der stammer fra midten af 1100-tallet.

## Historie
Gørding var oprindeligt en landsby, der var delt i to: nord for Holsted Å lå Nørre Gjørding med kirken og præstegården, syd for åen lå Sønder Gjørding. I 1682 bestod Nørre Gjørding af 3 gårde og 1 hus med jord. Det dyrkede land udgjorde 97,0 tønder land skyldsat til 11,84 tønder hartkorn. Sønder Gjørding omfattede 5 gårde og 6 huse med jord. Det dyrkede areal udgjorde 119,9 tønder land skyldsat til 13,31 tønder hartkorn. Driftsformen var i begge tilfælde græsmarksbrug med 19 tægter, som på uregelmæssig basis blev inddraget til dyrkning.
I 1874 anlagdes jernbanen til Esbjerg ca 1,5 km syd for Sønder Gjørding og med station ved landevejen. I 1879 beskrives forholdene således: "Byerne Nørre-Gjørding med Kirke, Præstegaard, Skole og Kro; Sønder-Gjørding med Vandmølle og Jernbanestation". Jernbanestationen lå endnu helt alene, bebyggelsen lå fortsat omkring åen.
I de følgende årtier voksede en ny bebyggelse frem med tyngdepunkt omkring stationen. Længe var der tale om to adskilte bebyggelser, en ved åen og en ved stationen. I Sønder Gjørding anlagdes to fabrikker og forsamlingshus, mens Gjørding stationsby efterhånden fik kro, skole, læge, apotek, vindmølle, mejeri, missionshus og elektricitetsværk.
Omkring århundredeskiftet beskrives forholdene således: "Gjørding (c. 1340: Gyringh), bestaaende af Nørre- og Sønder-G., delte ved Holsted Aa, og Stationsbyen mod S., med Kirke, Præstegd., 2 Skoler (Bysk. og Stationssk.), Missionshus (opf. 1887), Apotek, Sparekasse (opr. 1887; ..., Antal af Konti 775), Mølle, Vandmølle og Andelsmejeri, Savskæreri, Uldspinderi, Teglværk, 2 Kroer, Jærnbane-, Telegraf- og Telefonst. samt Postekspedition".
Stationsbyen voksede hurtigt, men stagnerede i mellemkrigstiden: i 1906 havde Gørding 446 indbyggere, i 1911 630 indbyggere, i 1916 716 indbyggere, i 1921 732 indbyggere, i 1925 706 indbyggere, i 1930 734 indbyggere, i 1935 723 indbyggere, i 1940 729 indbyggere, i 1945 798 indbyggere, i 1950 867 indbyggere, i 1955 837 indbyggere, i 1960 1.107 indbyggere (medregnet kirkebyen), i 1965 1.131 indbyggere.
I 1930 var erhvervsfordelingen for Gørding stationsby med 734 indbyggere: 45 levede af landbrug, 293 af industri, 108 af handel, 70 af transport, 45 af immateriel virksomhed, 79 af husgerning, 91 var ude af erhverv og 3 uoplyst.

## Skoler
I alt har der været 6 skoler tilhørende Gørding:
Gørding Realskole,
Nørre Gørding skole - Også kendt som Skolen ved kirken,
Sønder Gørding skole,
Ildsted Skole,
Stårup Skole og
Lourup Skole
Alle skolerne undtagen Realskolen er nedlagt i dag.
Gørding Realskole hedder nu Gørding Skole Fortuna og er stadig i brug - dog med nye bygninger,
Grunden ved siden af den gamle Lourup Skole ejes af skolen og bruges til fe.x Toning, Valgfag, skoleture m.m

## Kendte fra Gørding
Af kendte der nedstammer fra Gørding, har vi den engelskspillende målmand Daniel Iversen, som er født og opvokset i byen.
Også Aksel Erhardsen er født og opvokset i Gørding.